# Arnold I (hrabia Kleve)
Arnold I (ur. ok. 1100 r., zm. ok. 1147 r.) – hrabia Kleve od ok. 1119 r.

## Życiorys
Arnold był być może synem hrabiego Kleve Dytryka I, imienia jego matki nie znamy. Był dobroczyńcą założonego krótko wcześniej przez Norberta z Xanten klasztoru w Bedburgu, który stał się nekropolią hrabiów Kleve do XIV w.
Żoną Arnolda była Ida, córka księcia Dolnej Lotaryngii Gotfryda VI Brodatego. Z tego małżeństwa pochodził m.in. syn i następca Arnolda jako hrabia Kleve, Dytryk II. Małżeństwo z pochodzącą z książęcego rodu Idą miało wzmocnić pozycję polityczną Arnolda w regionie, szczególnie wobec arcybiskupów Kolonii; przyniosło też korzyści materialne.
Po raz ostatni Arnold pojawia się w źródłach w kwietniu 1147 r. w związku z uroczystościami koronacyjnymi Henryka Hohenstaufa – pojawiają się przypuszczania, że wziął następnie udział w II wyprawie krzyżowej i zmarł w jej trakcie.